# Parcé
Parcé (bretonisch: Parzieg; Gallo: Parczae) ist eine französische Gemeinde mit 652 Einwohnern (Stand: 1. Januar 2022) im Département Ille-et-Vilaine in der Region Bretagne. Sie gehört zum Arrondissement Fougères-Vitré und zum Kanton Fougères-1.

## Geographie
Parcé liegt im Osten der Bretagne, acht Kilometer südlich von Fougères.

### Nachbargemeinden
Umgeben ist Parcé von den Nachbargemeinden Javené im Norden, Luitré-Dompierre im Nordosten und Osten, Châtillon-en-Vendelais im Südosten und Süden, Montreuil-des-Landes im Süden und Südwesten sowie Billé im Westen und Nordwesten.

## Bevölkerungsentwicklung
| Jahr                       | 1962 | 1968 | 1975 | 1982 | 1990 | 1999 | 2006 | 2013 | 2020 |
| Einwohner                  | 694  | 622  | 568  | 546  | 562  | 602  | 636  | 645  | 650  |
| Quellen: Cassini und INSEE |      |      |      |      |      |      |      |      |      |

## Gemeindepartnerschaft
Mit der belgischen Gemeinde Kortenberg in Flämisch-Brabant (Flandern) besteht eine Partnerschaft.

## Sehenswürdigkeiten
- Kirche Saint-Pierre aus dem 16. Jahrhundert

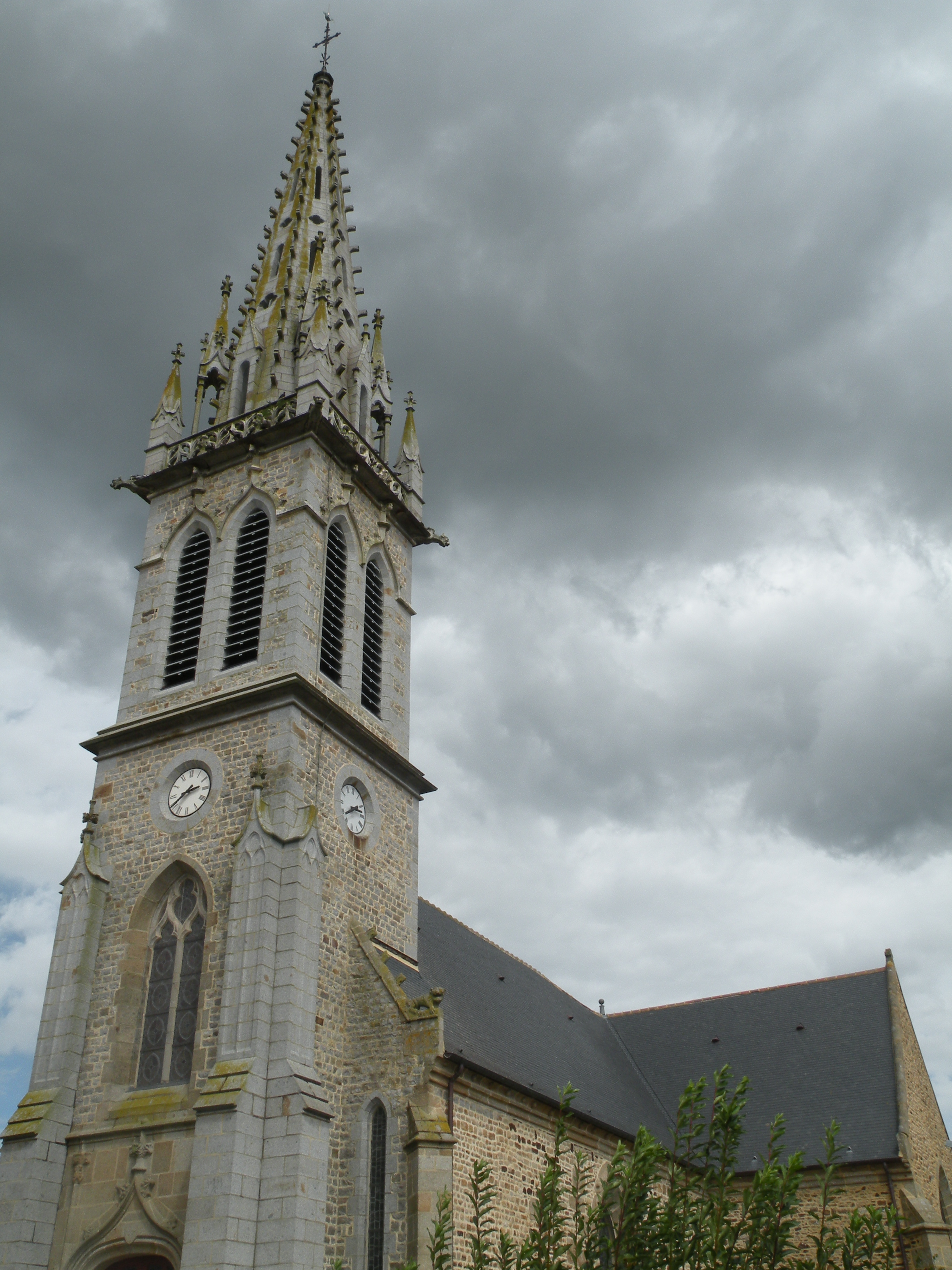
Kirche Saint-Pierre